# 中山女子短期大学
中山女子短期大学（なかやまじょしたんきだいがく、本名：中山 裕介。1986年10月6日 - ）は、吉本興業所属のピン芸人。

## 来歴
徳島県徳島市出身。徳島県立城南高等学校卒業。高校時代は野球部所属。NSC大阪校28期生。同期は祇園、アインシュタイン・稲田直樹、ラフ次元など。
R-1ぐらんぷり2014ファイナリスト。シューベルト『魔王』の替え歌を歌いながらのフリップネタを演じ、やまもとまさみに敗れブロック2位となる。このとき結果を残すことが出来なかったら、田舎に帰る決意をしていた。
2018年4月より徳島県住みます芸人に就任。徳島インディゴソックスの応援選手兼スタジアムDJを担当している。
2021年9月からは家庭の事情やコロナ禍の影響により徳島県から大阪府へ拠点を戻し、徳島県住みます芸人から徳島県応援芸人へ変更した事を自身のnoteにて明かしている。
2022年からは徳島県応援芸人として徳島県の耕作放棄地の再生をテーマに木頭ゆずの栽培に力を入れて活動している。

## 人物
身長175cm、体重70kg。血液型はA型。趣味は洋楽ロック、スポーツ観戦（野球、サッカー、アメフト）、高専ロボコン鑑賞。
持ちネタは、奇抜なキャラに扮しての1人コントや歌ネタが多い。
芸名は、楽しい名前にしたいと思い、1人で入っていけたら楽しそうな場所ということで「女子短期大学」とした。女芸人のトリオと勘違いされることがある。
妻は構成作家で、Dr.ハインリッヒのYouTubeチャンネル管理人などを担当している吉岡由依子。芸歴でいえば吉岡は中山の7年後輩にあたる。2017年10月7日に第一子が誕生、一児の父である。
かつて土肥ポン太が経営するポン太青果で働いていたが、土肥が八百屋を辞めて農業をする旨を示したため、付き合いきれないと感じ退職。その後はカレー屋でアルバイトをしながら芸能活動を行っていた。お笑い芸人としての月収は先輩芸人の藤崎マーケット・トキいわく「スニーカー1足程度」の値段であった。妻の月収をあわせても10万円に満たないことがたびたびあるが、家賃3万3千円のワンルームで生活。妻の収入をあてにせず、バイトや節約に励んでいた。
クイズが得意であり、『パネルクイズ アタック25』（2019年4月14日放送回）で優勝経験がある。さらにその結果により、年間チャンピオン大会（2019年12月8日放送回）に出場、結果は準優勝であった。
ユースケ・サンタマリアと本名が同姓同名である。

## 賞レース成績
- R-1ぐらんぷり2014 決勝進出
- ABCお笑いグランプリ2015 決勝進出
- R-1グランプリ2016 準決勝進出

## 単独ライブ
2014年
- 「来賓が静かになるまで5分かかりました。」（2014年2月20日、5upよしもと）
- 「激闘！ひとり日本シリーズ ～パチョレックの21球～」（2014年10月13日、道頓堀ZAZA POCKET’S）

2015年
- 「プリンセス健康 ～同時上映プリンセス連行～」（2015年6月20日、道頓堀ZAZA POCKET'S）
- 「ネタ田ヒカル」（2015年11月1日、道頓堀ZAZA POCKET'S）

2016年
- 「第三者の厳しい姪」（2016年8月5日、道頓堀ZAZA POCKET'S）

2017年
- 「君チケットの半券切り離したまふことなかれ」（2017年4月28日、道頓堀ZAZA POCKET'S）

2018年
- 「法律上は中山女子短期大学とみなされる事案①」（2018年11月5日、道頓堀ZAZA POCKET'S）

2019年
- 「陸地だよ！全員肺呼吸！」（2019年9月23日、道頓堀ZAZA Box）